# Étoile Am
Une étoile Am ou étoile à raies métalliques est un type d'étoile chimiquement particulière de type spectral A dont le spectre possède des raies d'absorption fortes et souvent variables de métaux tels que le zinc, le strontium, le zirconium et le baryum, et des raies déficientes pour d'autres, tels que le calcium et le scandium.

## Caractérisation
La définition originelle du terme d'étoile Am s'appliquait à une étoile « qui montre une sous-abondance de surface apparente en Ca (et/ou en Sc) et/ou une surabondance apparente [en éléments] du groupe du Fer et en éléments plus lourds ».
Ces abondances relatives inhabituelles font que le type spectral qui leur est attribué à partir des raies K du calcium est systématiquement plus précoce que celui qui leur est attribué à partir des autres raies métalliques. Un type spectral déterminé uniquement à partir des raies de l'hydrogène est quant à lui typiquement intermédiaire. Cela fait que l'on attribue à ces étoiles deux ou trois types spectraux différents, conduisant à une notation spectrale complexe. Par exemple, la classification spectrale de Sirius est kA0hA0VmA1, indiquant que c'est une étoile de type A0 si l'on s'en réfère à sa raie K du calcium, une étoile de type A0V lorsque l'on utilise ses raies de l'hydrogène, et une étoile de type A1 quand on analyse ses raies produites par les métaux lourds. Il existe d'autres formats, comme A0mA1Va, également pour Sirius,.
Les anomalies chimiques sont dues à certains éléments qui absorbent plus de lumière en étant poussés vers la surface, tandis que les autres plongent sous l'effet de la gravité. Cet effet a lieu seulement si l'étoile a une faible vitesse de rotation. Normalement, les étoiles de type A tournent rapidement sur elles-mêmes. La plupart des étoiles Am font partie d'un système binaire dans lequel la rotation des étoiles a été ralentie par freinage de marée.

## Exemples
L'étoile à raies métalliques la plus connue est Sirius (α Canis Majoris). Le tableau suivant liste quelques étoiles à raies métalliques ordonnées en magnitude apparente visuelle croissante (luminosité décroissante).
| Nom       | Désignation de Bayer ou autre | Magnitude apparente visuelle |
| --------- | ----------------------------- | ---------------------------- |
| Sirius A  | α Canis Majoris A             | −1,47                        |
| Castor Ba | α Geminorum Ba                | 2,96                         |
|           | α Volantis                    | 4,00                         |
| Acubens A | α Cancri A                    | 4,26                         |
| Kurhah    | ξ Cephei                      | 4,29                         |
|           | θ1 Crucis                     | 4,30                         |
|           | 2 Ursae Majoris (en)          | 5,46                         |
|           | τ3 Gruis (en)                 | 5,72                         |
|           | WW Aurigae (en)               | 5,82                         |

## Étoiles de type δ Delphini et ρ Puppis
La plupart des étoiles Am ont tendance à montrer des effets de luminosité anormaux (abnormal luminosity effects), c'est-à-dire que des régions spectrales prises séparément sont mieux corrélées avec des standards issus de différentes classes de luminosité. Cependant, un petit nombre d'étoiles Am, comme ρ Puppis, montrent des types spectraux inhabituellement tardifs et semblent plus évoluées et plus lumineuses que la plupart des étoiles Am ; elles sont situées au-dessus de la séquence principale. Les étoiles Am et les variables de type δ Scuti sont situées à peu près dans la même région du diagramme HR, mais il est rare qu'une étoile soit à la fois une étoile Am et une variable de type δ Scuti. ρ Puppis en est un exemple, δ Delphini en est un autre.
Plusieurs auteurs ont défini ou fait référence à une classe d'étoiles connues comme les « étoiles (de type) δ Delphini », qui désignent les étoiles Am montrant une différence relativement peu prononcée entre les raies du calcium et les autres raies métalliques. Ces étoiles ont également été comparées aux étoiles de type δ Scuti. Cependant, des études ultérieures ont montré que ce groupe était quelque peu inhomogène, dont le regroupement ne serait possiblement qu'une coïncidence, et ont recommandé d'abandonner l'utilisation de la classe des étoiles de type δ Delphini, en faveur d'une classe plus resserrées d'étoiles de type ρ Puppis. Ces dernières se définissent par des luminosités relativement élevées et par des type spectraux plus tardifs,. Cependant, la confusion demeure parfois ; ainsi, les étoiles de type ρ Puppis demeurent quelquefois considérées comme étant toutes des variables de type δ Scuti.